# Vladislavs Kozlovs
Vladislavs Kozlovs (* 30. listopadu 1987, Rēzekne, Lotyšská SSR, SSSR) je lotyšský fotbalový útočník a reprezentant. Momentálně je bez angažmá.

## Klubová kariéra
Kozlovs působil v Lotyšsku nejprve v klubech SK Dižvanagi a FS METTA/Latvijas Universitāte. Poté přestoupil do FK Jelgava, s nímž vyhrál lotyšský fotbalový pohár v roce 2010. V létě 2012 odešel do FK Ventspils, s nímž získal v roce 2013 double, tedy ligový titul a triumf v národním poháru.
V lednu 2014 byl na testech v FC Baník Ostrava.

## Reprezentační kariéra
V A-mužstvu reprezentace Lotyšska debutoval 17. listopadu 2010 v Kchun-mingu v přátelském utkání proti Číně. Dostal se na hřiště v 77. minutě zápasu, který skončil porážkou Lotyšska 0:1.